# Adolf von Thadden

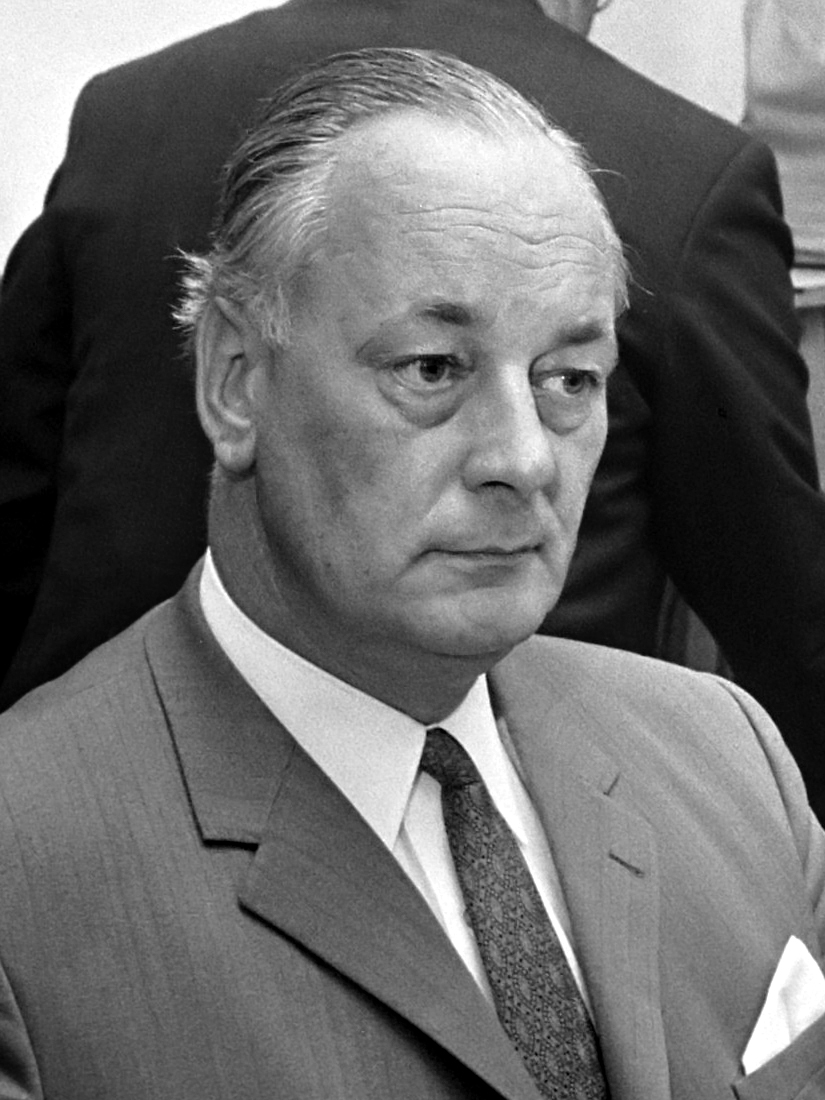
Adolf von Thadden in 1969

Adolf von Thadden (7 juli 1921 – 16 juli 1996) was een Duits extreemrechts politicus.

## Jeugd
Von Thadden werd geboren in een geslacht van Pruisische landadel in Pommeren. Elisabeth von Thadden, die oppositie voerde tegen de nazi's en in 1944 werd geëxecuteerd, was zijn halfzus. Zelf diende hij als luitenant in de Wehrmacht en tegen het einde van de Tweede Wereldoorlog werd hij in Polen krijgsgevangen genomen.

## Politieke carrière
Von Thadden zetelde tussen 1949 en 1953 en tussen 1957 en 1959 in de Bondsdag voor extreemrechtse partijen. In 1964 werd hij voorzitter van de Nationaldemokratische Partei Deutschlands (NPD) en behaalde met deze partij successen in de deelstaatverkiezingen in 1966 en 1967. Voor de Bondsdagverkiezingen van 1969 lanceerde hij de slogan "Voor wet en orde". Zijn partij strandde op 4,3% van de stemmen en bleef dus onder de kiesdrempel van 5%. Hij bleef voorzitter tot 1971 en verliet de partij en de politiek in 1975.
- Bibliothèque nationale de France: cb12315911h (data)
- Gemeinsame Normdatei: 11875663X
- International Standard Name Identifier: 0000 0000 8377 671X
- Library of Congress Control Number: n83033083
- Nationale Bibliotheek van Israël: 987007275157005171
- Nederlandse Thesaurus van Auteursnamen: 067489583
- Système universitaire de documentation: 032056273
- Virtual International Authority File: 44366755
- WorldCat: E39PBJjHk89GG7tF6Q6gxhdJDq